# 群の位数に関する積の法則
数学の群論における積の法則（せきのほうそく、英: product formula, 仏: formule du produit; 積の公式）は、任意に与えられた二つの部分群およびそれらから作られる積および交叉という四つの集合の位数（集合の濃度）の関係を記述するものである。

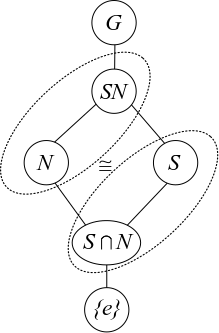
第二同型定理 SN/N ≅ S/(S ∩ N) を表す平行四辺形図式: S が部分群、N が正規部分群ならば、積 SK と交叉 S ∩ N はともに部分群となり、準同型定理から所期の同型が導かれる（位数についてみれば、積の法則の成立がわかる）。

## 定理の主張
H, K は群 G の部分群とし、部分群の積 HK は hk (h ∈ H, k ∈ K) の形の G の元全体の成す集合を表す。また H, K, H ∩ K の位数をそれぞれ |H|, |K|, |H ∩ K| とするとき、これらと HK の位数 HK との間に、積の法則と呼ばれる関係式 {\displaystyle {\mathopen {|}}HK{\mathclose {|}}\cdot {\mathopen {|}}H\cap K{\mathclose {|}}={\mathopen {|}}H{\mathclose {|}}\cdot {\mathopen {|}}K{\mathclose {|}}\qquad (\iff {\mathopen {|}}HK{\mathclose {|}}/{\mathopen {|}}K{\mathclose {|}}={\mathopen {|}}H{\mathclose {|}}/{\mathopen {|}}H\cap K{\mathclose {|}})}が成り立つ。
初等的な数え上げ問題として、羊飼いの補題 (lemme des bergers) に基づく証明を以下のように与えることができる:
写像 {\displaystyle f\colon H\times K\to HK;\;(h,k)\mapsto hk} を考える。y を HK の元とすれば、y は適当な h ∈ H, k ∈ K を用いて y = hk の形をしている。f(h′, k′) = y を満たす (h′, k′) ∈ H × K の全体からなる集合の位数を計算しよう。まず、そのような (h′, k′) ∈ H × K は h′k′ = hk(= y) を満たすから、変形して h−1h′ = kk′−1 となることに注意する。したがって適当な i ∈ H ∩ K が存在して（なんとなれば i = h−1h′ と書けば）h′ = hi かつ k′ = i−1k となる。これにより、f(h′, k′) = y を満たす (h′, k′) ∈ H × K が (hi, i−1k)  (i ∈ H ∩ K) の形に書ける H × K の元にほかならないことは容易に確かめられ、そのような元全体の成す集合の位数が |H ∩ K| であることが分かる。
H × K の G への作用を、各対 (h,k) は h を左から、k-1 を右から掛けるものとして定めれば、この作用に関する単位元の軌道に対する
軌道–固定群の関係式あるいはバーンサイドの補題の応用として所期の積の法則を得ることもできる。

## 一般化
任意の g ∈ G に対し、その属する両側剰余類を HgK と書く（これはすなわち、hgk (h ∈ H, k ∈ K) の形の元全体の成す集合である）とき、関係式{\displaystyle {\mathopen {|}}H\cap (gKg^{-1}){\mathclose {|}}\cdot {\mathopen {|}}HgK{\mathclose {|}}={\mathopen {|}}H{\mathclose {|}}\cdot {\mathopen {|}}K{\mathclose {|}}={\mathopen {|}}HgK{\mathclose {|}}\cdot {\mathopen {|}}(g^{-1}Hg)\cap K{\mathclose {|}}}が成立する。無限群の場合は、部分群の指数を用いて、より強い形の {\displaystyle [H:H\cap (gKg^{-1})]\cdot {\mathopen {|}}K{\mathclose {|}}={\mathopen {|}}HgK{\mathclose {|}}={\mathopen {|}}H{\mathclose {|}}\cdot [K:(g^{-1}Hg)\cap K]}が成り立つ。

## 注